# Blakea darcyana
Blakea darcyana är en tvåhjärtbladig växtart som beskrevs av Frank Almeda. Blakea darcyana ingår i släktet Blakea och familjen Melastomataceae. Inga underarter finns listade i Catalogue of Life.